# Contea di Shitai
La contea di Shitai (石台县S, Shítái XiànP) è una contea della Cina, situata nella provincia dell'Anhui.